# كيرنان ديوسبري هال
كيرنان فرانك ديوسبري هول هو لاعب كرة قدم إنجليزي محترف، من مواليد 6 سبتمبر 1998، يلعب كلاعب خط وسط لنادي ليستر سيتي.

## روابط خارجية
- كيرنان ديوسبري هال على موقع الاتحاد الأوربي (الإنجليزية)
- كيرنان ديوسبري هال على موقع قاعدة بيانات كرة القدم.إي يو (الإنجليزية)
- كيرنان ديوسبري هال على موقع ليكيب (الفرنسية)
- كيرنان ديوسبري هال على موقع Soccerbase.com (لاعب) (الإنجليزية)
- كيرنان ديوسبري هال على موقع Soccerway.com (الإنجليزية)
- كيرنان ديوسبري هال على موقع عالم كرة القدم.نت (الإنجليزية)